# خانه سید محمود بهشتی
خانه سید احمد بهشتی شیرازی مربوط به دوره قاجار است و در قزوین، خیابان مولوی، کوچه شهیدی واقع شده و این اثر در تاریخ ۱۱ مرداد ۱۳۸۴ با شمارهٔ ثبت ۱۲۶۰۵ به‌عنوان یکی از آثار ملی ایران به ثبت رسیده‌است.